# توني مكغاهان
توني مكغاهان (بالإنجليزية: Tony McGahan)‏ هو لاعب دوري الرغبي أسترالي، ولد في 1972 في كوينزلاند في أستراليا.